# Кенсен
Кенсе́н (фр. Quinssaines) — коммуна во Франции, находится в регионе Овернь. Департамент коммуны — Алье. Входит в состав кантона Западный Монлюсон. Округ коммуны — Монлюсон.
Код INSEE коммуны — 03212.

## Население
Население коммуны на 2008 год составляло 1245 человек.
| 1962 | 1968 | 1975 | 1982 | 1990 | 1999 | 2008 |
| ---- | ---- | ---- | ---- | ---- | ---- | ---- |
| 700  | 715  | 770  | 1050 | 1071 | 1063 | 1245 |

## Экономика
В 2007 году среди 759 человек в трудоспособном возрасте (15—64 лет) 560 были экономически активными, 199 — неактивными (показатель активности — 73,8 %, в 1999 году было 70,6 %). Из 560 активных работали 528 человек (280 мужчин и 248 женщин), безработных было 32 (17 мужчин и 15 женщин). Среди 199 неактивных 38 человек были учениками или студентами, 113 — пенсионерами, 48 были неактивными по другим причинам.

## Достопримечательности
- Церковь Сен-Марсель (XIX век)
- Часовня Св. Иоанна Крестителя (XIV век)
- Замок Кенсен (XIV век)
- Крест Эр из песчаника (XV век)